# Broken Ties (pel·lícula de 1918)

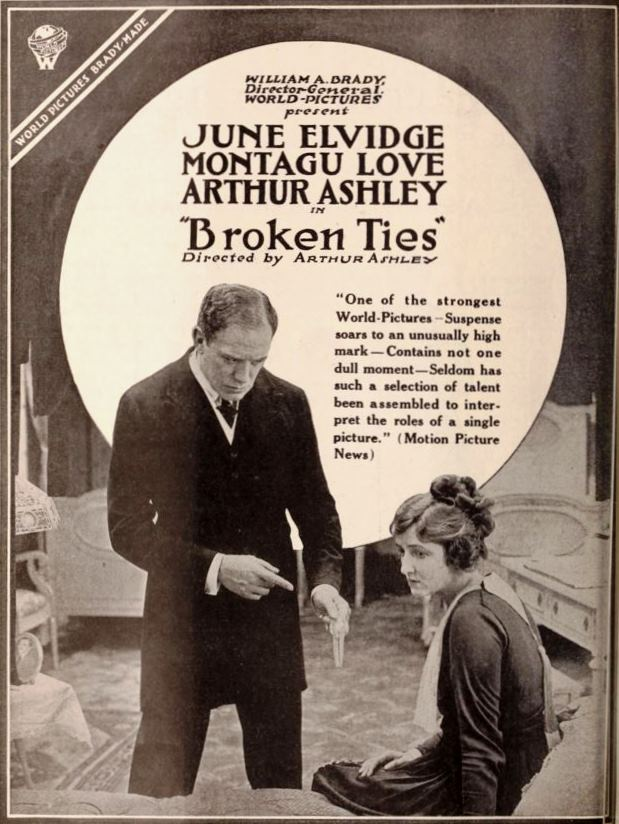
Anunci de la pel·lícula amb Montagu Love i June Elvidge, aparegut el 2 de març de 1918 a Exhibitors Herald.

Broken Ties és una pel·lícula muda de la World Film Company dirigida per Arthur Ashley i protagonitzada per June Elvidge i Montagu Love, entre d'altres. La pel·lícula, basada en l'obra de teatre d'Arthur M. Brilant “The Alibi”, es va estrenar el 18 de febrer de 1918.

## Argument
Corinne La Force, filla d'un mariner blanc i d'una mare negra de les Índies Occidentals, és criada per Henry Hasbrook després que mori seu pare. Corinne, que estima el nebot de Hasbrook, Arnold Curtis, assassina el seu pare adoptiu quan aquest intenta evitar la seva unió ja que ella és una mulata. Marcia Fleming, una dona casada amb la qual Arnold tenia un affair, i la seva sogra són sospitoses, però finalment és Arnold qui és arrestat per l'assassinat. John Fleming, contractat per defensar Arnold, es divorcia de la seva dona quan s'assabenta de l'afer. Quan Arnold decideix que s'inculparà del crim per tal de salvar la reputació de Marcia, Corinne admet la seva culpabilitat i es suïcida. Fleming i Marcia es reconcilien.

## Repartiment
- June Elvidge (Marcia Fleming)
- Montagu Love (John Fleming)
- Arthur Ashley (Arnold Curtis)
- Pinna Nesbit (Corinne La Force)
- Alec B. Francis (Henry Hasbrook)
- Kate Lester (Mrs. Fleming)
- Arthur Matthews (Mr. La Force)
- Frances Miller (Mammy Liza)